# アクティビティ図
UMLのアクティビティ図（アクティビティず）は、フローチャートに似た図で、ビジネスプロセスの流れやプログラムの制御フローを表すことができる図である。
いわゆるフローチャートと違って並行動作やオブジェクト（データ）の流れなども表すことができる。

## 概要

UML 2アクティビティ図

UML 1アクティビティ図

システムの流れを表すため、フローチャートのUML版という位置づけで決められた。UML 1.0のときに制定されUML2.0で大きく拡張された。
アクティビティ図は、ソフトウェアでの処理に限らず、業務のフローを表すことにも使われる。

## 図の作成方法
開始ノード「●」と終了ノード「◉」を記載し、その間に処理を矢印でつないで記載し、必要に応じて分岐などを記載する。
ステートマシン図と異なり、角丸長方形に書くのは（状態ではなく）処理や動作であることに注意。

## 図の要素
UML 2.0での主な要素を記載する。
| オブジェクト |

|  |  |  |  |  |